# Arbre Bodhi
L'arbre Bodhi fou la figuera de les pagodes sota la qual Siddhartha Gautama s'asseia a meditar i aconseguí la il·luminació espiritual.
La figuera es troba a la ciutat de Bodh Gaya, a uns 100 km de la ciutat de Patna, en l'estat de Bihar (Índia). Actualment hi ha una gran figuera situada al costat del temple Mahabodhi, anomenada Sri Maha Bodhi, que es considera descendent directa de l'arbre Bodhi original.

## Llegenda

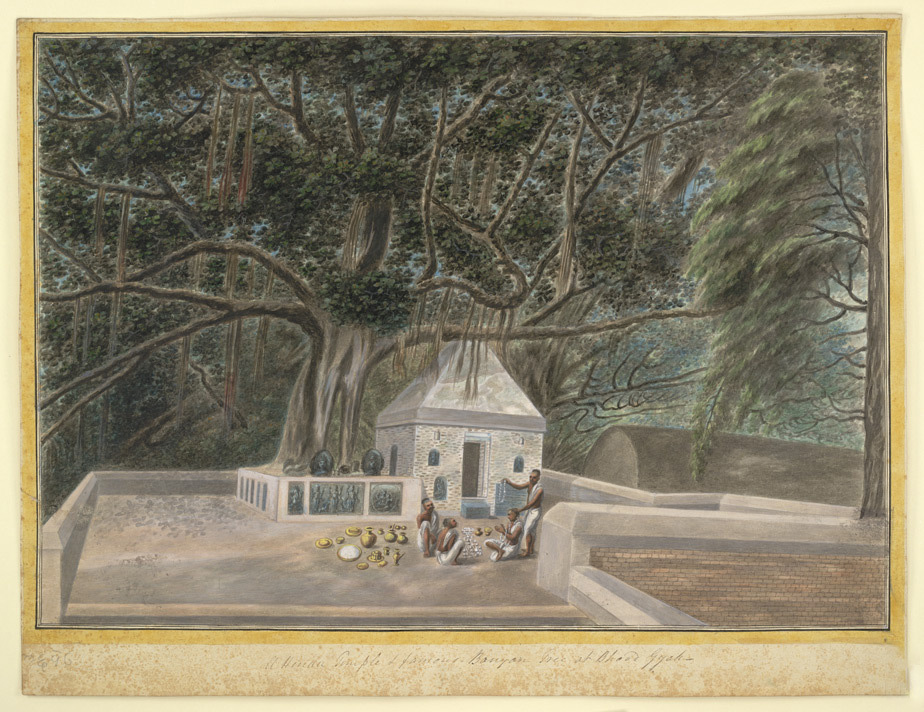
Temple al costat de l'arbre, dibuix de 1810.

Segons la història budista, Sakhiamuni Gautama s'assegué sota aquest arbre durant setmanes. Va començar una terrible tempesta, i de sota les arrels de l'arbre sorgí Muxilinda, el rei dels naga ('serps'); s'enroscà al voltant de Gautama i el cobrí amb la seua caputxa. Gautama, en acabant, aconseguí la il·luminació i esdevingué un buda (‘il·luminat’) i va originar el budisme.
Buda —ple de gratitud cap a l'arbre, després de la il·luminació— s'hi quedà al davant amb els ulls oberts sense pipellejar durant una setmana.
Aquest arbre es convertí en un lloc de peregrinació fins i tot en vida de Buda. El rei Aixoka (304-232 ae) anava cada any a retre homenatge a aquest arbre Bodhi, i cada any pagava un festival en el seu honor. La seua esposa Tissarakkhā se sentia gelosa de l'arbre. Fou reina l'any 16 del regnat d'Aixoka (253 ae) i tres anys després feu matar l'arbre amb espines de mandu.
A l'indret plantaren un plançó de l'arbre original (o d'un altre arbre de la mateixa espècie: Ficus religiosa). Al seu costat es construí un monestir, anomenat Bodhi-Mana Vijara.